# 大学院大学至善館
大学院大学至善館（だいがくいんだいがくしぜんかん、英語: Graduate School of Leadership and Innovation Shizenkan University）は、東京都中央区日本橋2-5-1
日本橋高島屋三井ビルディング17階に本部を置く日本の私立大学。2017年創立、2018年大学設置。
2017年に文部科学省からの専門職大学院設置基準に基づく認可を受けて創立された専門職大学院。東京都中央区日本橋にキャンパスがある。
理事長兼学長は特定非営利活動法人アイ・エス・エル（ISL）創設者の野田智義。

## 至善館設立の経緯
至善館は、2001年に設立された全人格経営リーダーシップ教育機関アイ・エス・エル(ISL, Institute for Strategic Leadership)が母体となって開学した。ISLは、企業のエグゼクティブを対象としたリーダー育成プログラムで知られ、これまでに大企業の多数の経営トップを含め、2,700名以上の経営幹部を輩出した。ISLは創設以来、一貫して「MBAを超えた真のリーダーシップ教育の必要性」を訴求。至善館は、このISLの教育理念とアプローチを更に発展させ、米国型のMBA教育を出発点としながらも、それを未来に向けて大胆に進化させる挑戦を行うべく、2018年に東京都中央区日本橋にキャンパスを設置し開学した。

### 建学の精神
人類の歴史の大きな変曲点にあって、ここ日本・アジアから、全人格経営リーダーシップ教育を確立し、志を同じくする世界の仲間と手を取り合って、豊穣で安寧な未来を実現せんとする。

### ミッション
全体俯瞰、内省と未来展望の触媒となる教育「プログラム」と、切磋琢磨・相互触発の「場」、協働と創発の「エコシステム」を通じて、あらたな知とイノベーションを生み出す。

### パーパス
個人としての意志力、経営プロフェッショナルとしての構想力、リーダーとしての実現力、全人格な基軸力を備えた全人格経営リーダーの輩出を通じて、人間的で、公正で、包摂的で、持続的な経済社会の実現に貢献する。

## 至善館の概要
| 至善館の概要 | 至善館の概要                                                                                          |
| ------------ | --- |
| 研究科／専攻 | イノベーション経営学術院 イノベーション経営専攻                                                       |
| 学位         | 経営修士（専門職） Master of Business Administration in Design and Leadership for Societal Innovation |
| 入学定員     | 80名（日本語クラス約40名、英語クラス約40名）                                                          |
| 授業時間帯   | 原則、週2回（平日夜、週末1日の全日）                                                                  |
| 修業年限     | 2年                                                                                                   |
| 入学時期     | 毎年8月下旬                                                                                           |
| 実施言語     | 英語と日本語のそれぞれで実施。                                                                        |

## プログラム
至善館の経営修士プログラムは、母体であるアイ・エス・エル（ISL）の教育理念と教育手法を継承し「協奏学習」「内省学習」「鳥瞰学習」の3つで構成。1年次においては「協奏学習」を通じた、独自のリベラルアーツ教育による世界観・歴史観・人間観の醸成および自らのビジョンを構想し、検証するための経営スキルを習得する。同時に「内省学習」において、他者との対峙、自己の内省を通じた「自分とは何者か、リーダーとして何を成すのか」の探究を行う。2年次では「協奏学習」において、経営政策などの科目にて、ビジネスの多様な側面についての理解を、経営者・企業家の視点から統合するとともに、各学生の関心に応じて専門分野の知識・スキルを学ぶ場を提供している。さらに2年次のコアとなる活動である「鳥瞰学習」の個人演習（ゼミ）では、学生一人ひとりが、卒業後の全人格経営リーダーとしての挑戦を構想する。
至善館では「グローバルな視点で物事を考え、活躍すると同時に、ローカル・アイデンティティに根差す」という、グローカルなマインドセットを持つリーダーの育成を目指すという考え方のもと、「ローカル」「グローバル」の両面で活動の機会を提供。カリキュラムの一部、あるいは課外活動として、日本橋におけるローカルな活動への参加やグローバルに視野を広げ、さまざまな知見に触れる機会を設けている。
例えば、海外提携教育機関との共催科目”Future of Capitalism（資本主義の未来－ビジネスとリーダーの新たな役割と挑戦)”が2021年1月に始動。多様な観点から資本主義の抱える課題をめぐって、オンラインで世界各地を訪ねながら、世界を代表する知識人やビジネスリーダー、起業家、政治家、市民セクターのリーダーと出会いながら、より公平で人間的で持続可能な未来の実現にむけた挑戦を展望する科目を主導している。
また、「アジア発の経営リーダーシップ教育の革新」というミッションのもと、アジア各国のビジネススクールと連携し、Pan-Asian Business School Networkを構築・推進。このネットワークには、インド、日本、香港、インドネシア、マレーシア、タイ、シンガポールの7か国の教育機関が参加。
至善館は、日本橋コミュニティの一員としてこの地に根ざした活動を重ね、地域とのつながりを大切にしながら、学生・卒業生・教職員が神田祭や山王祭といった伝統ある祭礼に参加している。

## 沿革
- 2016年5月 - ISL設立15周年大会。学校法人至善館設立構想の発表。
- 2017年9月 - 学校法人至善館・大学院大学至善館が、文部科学省から正式認可を受領。
- 2018年3月 - IESEビジネススクール（スペイン・バルセロナ）と提携合意。
- 2018年8月 - 至善館が日本橋で開学。英語、日本語での経営学修士号プログラムの開講。
- 2021年1月 - IESEと共催で、SOILとFGVの協力を得て、Future of Capitalism （FoC）プロジェクトが始動（現在は世界５大陸20の教育機関が参加するプラットフォームに発展）
- 2022年2月 - 至善館講義シリーズ『経営リーダーのための社会システム論 構造的問題と僕らの未来』刊行（光文社）
- 2023年9月 - 至善館講義シリーズ『コンテクスト・マネジメント 個を活かし、経営の質を高める』刊行（光文社）
- 2023年9月 - インパクト・エコノミーセンター開設と、独自の教育・社会実装・研究啓発の統合アプローチへの挑戦。
- 2024年2月 - 韓国、香港、インドネシア、タイ、マレーシアなどの教育機関とPan Asian Business School Networkを構築。
- 2024年3月 - 人類の未来を展望するリベラルアーツセンター開設、独自のリベラルアーツ教育の発信。
- 2024年4月 - 至善館スタンフォード・ソーシャル・イノベーションレビュー（SSIR）の日本版発行人として活動開始。
- 2025年4月 - 循環経済・自立分散型社会実現にむけてサーキュラー・フューチャーズ・デザイン・センター開設。

## 主な関係者一覧

### 教員
- 野田 智義
- 枝廣 淳子
- 橋爪 大三郎
- 三谷 宏幸
- 森本典繁
- Patrick Newell
- 大滝 精一
- Peter David Pedersen
- 吉川 克彦
- 西 研
- 小田 理一郎
- 福原 正大
- 平井 正修
- 平田 オリザ
- 西山 茂
- 岩嵜 博論
- Jesper Koll
- 野田 由美子
- 高槻 大輔
- 田村 次朗
- 上山　信一
- 鵜尾 雅隆
- 根来 龍之
- 薗田　綾子
- 石川 明
- Nalin Advani
- 山根　智之
- 宮台 真司
- Choelsoon Park

## 卒業生
- 小沼大地（NPO法人クロスフィールズ共同創業者・代表理事、至善館評議員）
- 村松 知幸（株式会社協働日本　代表取締役社長、至善館評議員）
- 舟山 健太（株式会社TENTIAL 執行役員CRO）
- 西田尚史（一般社団法人 政策推進機構　創業者）https://political-finance-database.com/
- 田中美咲（社会起業家・ソーシャルデザイナー）
- 原田 未来 （株式会社ローンディール創業者、一般社団法人越境イニシアチブ　代表理事）
- 三島理恵（認定NPO法人 全国こども食堂支援センター・むすびえ理事長）